# Сахаров, Семён Семёнович
Семён Семёнович Са́харов (21 ноября [4 декабря] 1907 — 18 мая 1989) — советский дирижёр, музыкальный педагог, профессор кафедры оперной подготовки Государственного музыкально-педагогического института имени Гнесиных.

## Биография

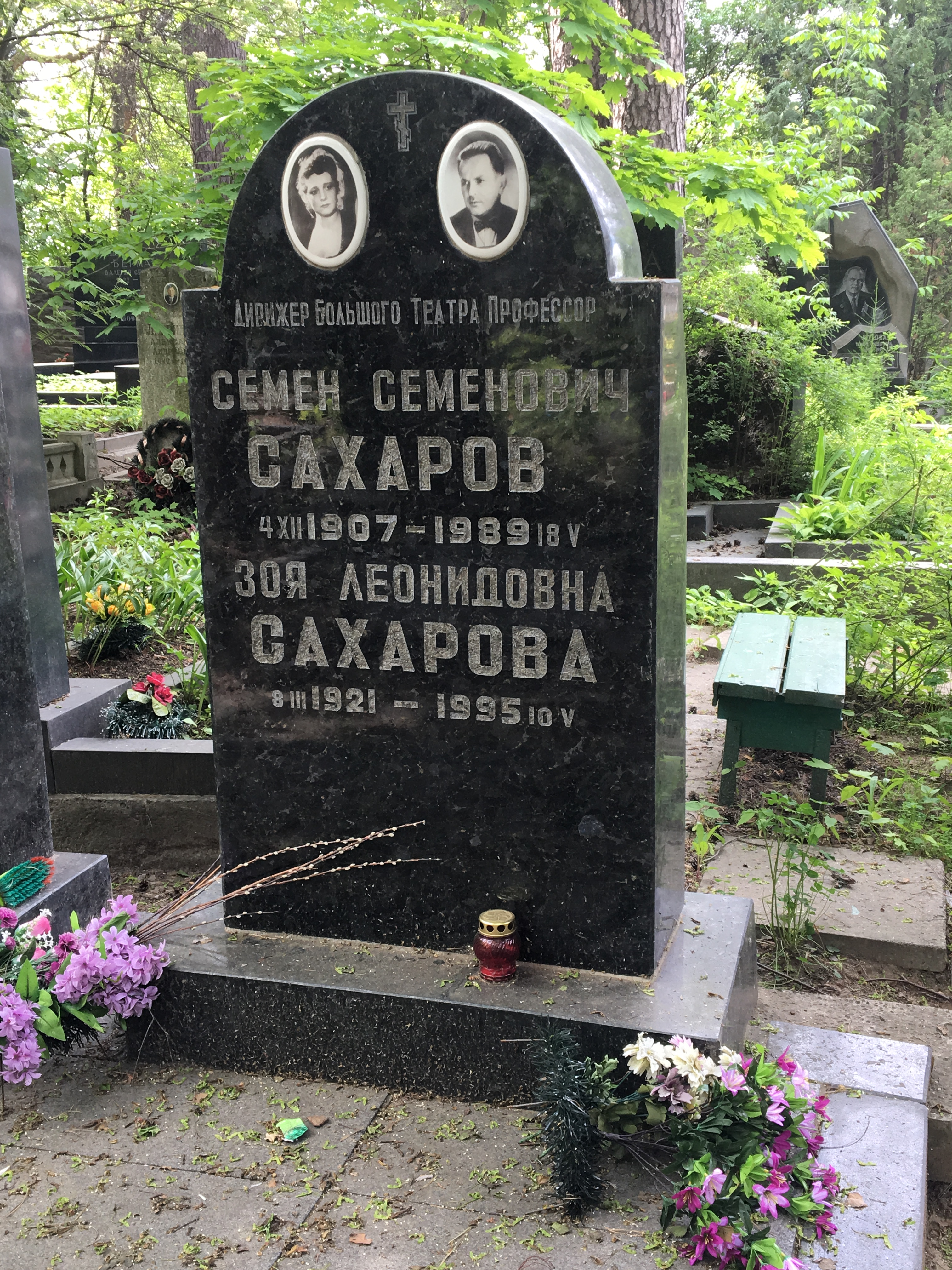
Могила Сахарова на Кунцевском кладбище Москвы.

В 1916  году поступил в Московское Синодальное училище. С 1918 года пел в детском хоре Большого театра. В 1922 году принят на композиторское отделение, где его учителями становятся  Г. Э. Конюс, Г. Л. Катуар, Н. Я Мясковский, Н. С. Голованов. С четвёртого курса меняет специализацию и заканчивает факультет оперно-симфонического дирижирования по классу профессора К. С. Сараджева.
С 1930 по 1955 годы работал дирижёром Большого театра, где поставил более 20 оперных и балетных спектаклей. Под его руководством начинали свою карьеру многие выдающиеся исполнители: В. И. Борисенко, Г. П. Вишневская, Л. И. Масленникова, А. П. Огнивцев, И. И. Петров, В. М. Фирсова. Постановки Сахарова отличались бережным отношением к авторскому замыслу, глубокой проработкой драматургии и звука и тщательной работой с исполнителями. Многие спектакли: «Евгений Онегин», «Царская невеста», «Пиковая Дама» —  и фрагменты из них сохранились в Гостелерадиофонде.
С 1951 по 1953 годы Сахаров возглавлял Оркестр кинематографии. При его участии в том числе созданы художественные фильмы «Покорители вершин» (1952), «Вихри враждебные» (1953), «Белый пудель» (1955), «Илья Муромец» (1956). Затем, с 1959 года по 1963 годы он был главным дирижёром оперного ансамбля Всероссийского театрального общества.
В 1954 году Сахаров начал работать на кафедре народных инструментов Государственного музыкально-педагогического института имени Гнесиных. Под его руководством студенческий оркестр народных инструментов стал в 1957 году лауреатом VI Всемирного фестиваля молодёжи и студентов. Для обучения дирижёров-народников им были подготовлены фортепианные переложения оркестровых партитур. Среди известных дирижёров, учившихся у Сахарова, — народный артист России Ю. Т. Евтушенко, народный артист России В. А. Кузнецов, заслуженный артист РСФСР Ю. В. Филатов, профессор Московской консерватории П. Б. Ландо.
Педагогическую деятельность в институте имени Гнесиных Сахаров продолжил на кафедре оперной подготовки, которой руководил с 1958 по 1961 годы. Он стоял у истоков оперной студии, где осуществлял постановки учебных спектаклей. Среди оперных певцов, учившихся у Сахарова, — Э. Е. Андреева, В. И. Романовский, В. А. Маторин.
Похоронен на Кунцевском кладбище.

### Семья
- Жена — Зоя Леонидовна[источник не указан 222 дня] Сахарова , певица[11].

## Награды и премии
- Орден «Знак Почёта» (27 мая 1951 года) — за выдающиеся заслуги в развитии советского музыкально-театрального искусства и в связи с 175-летием со дня основания Государственного ордена Ленина Академического Большого театра СССР[2][12].